# Mühle Dieckmann

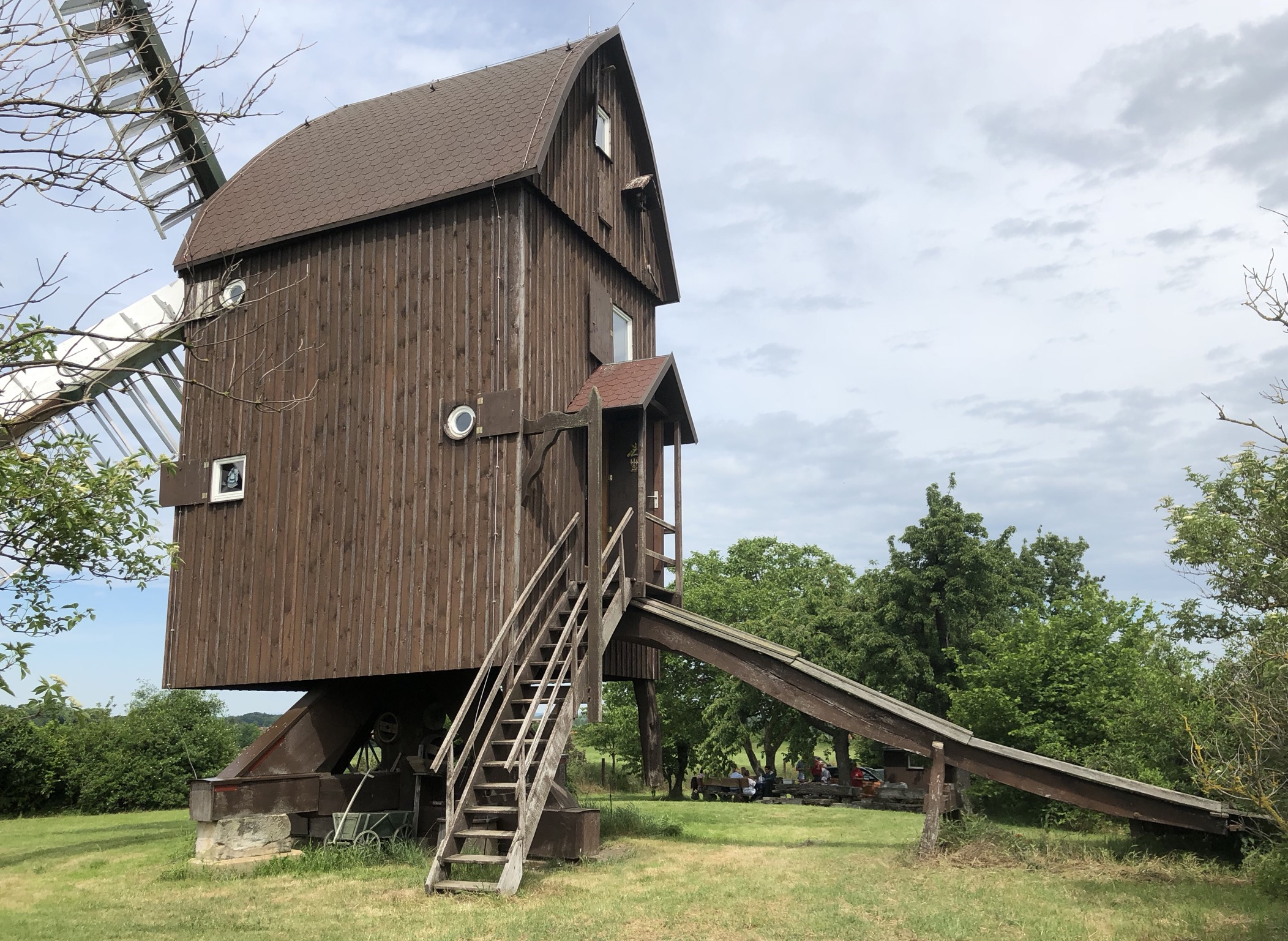
Mühle Dieckmann, 2019

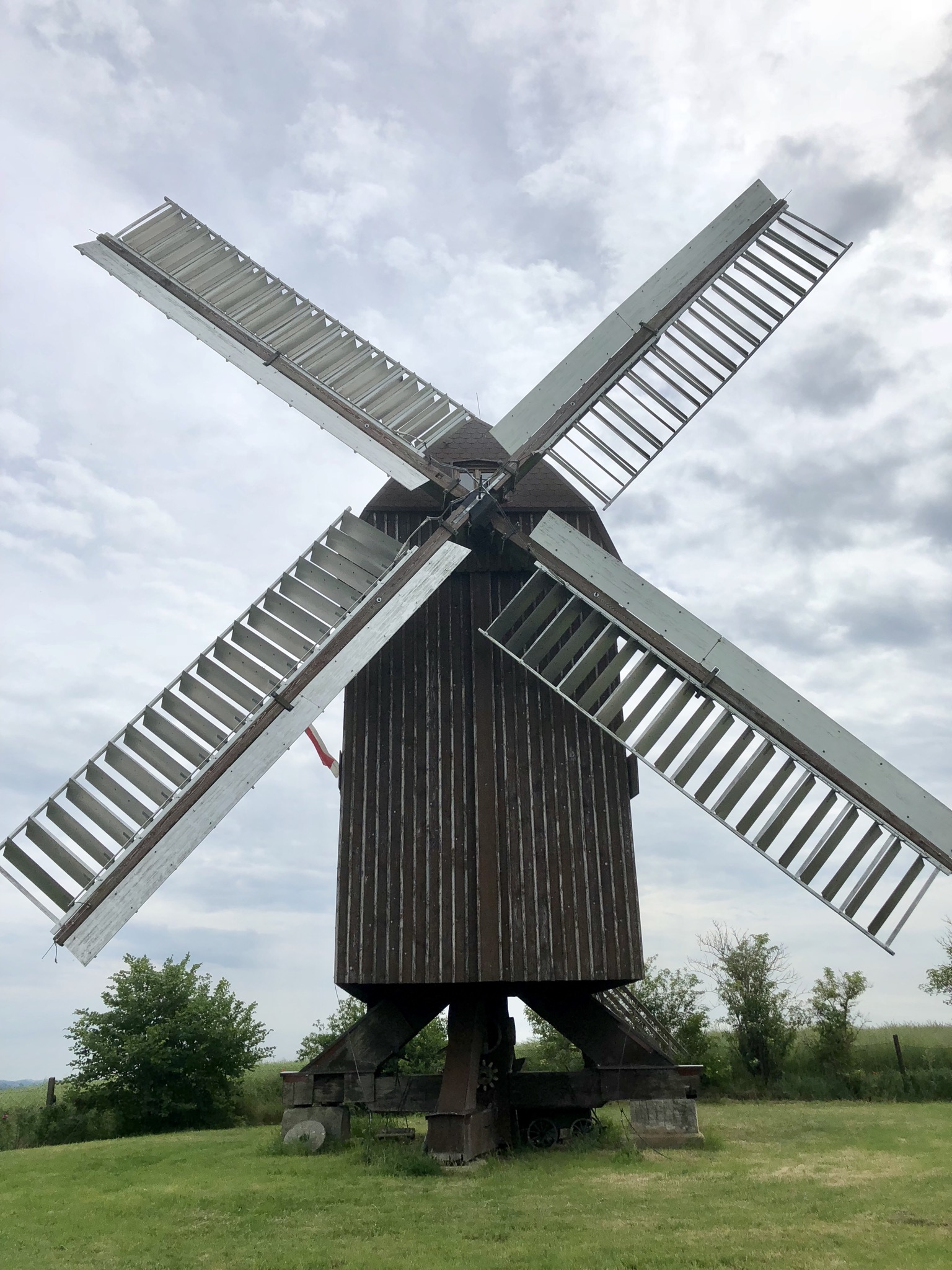
Sicht auf die Front, 2019

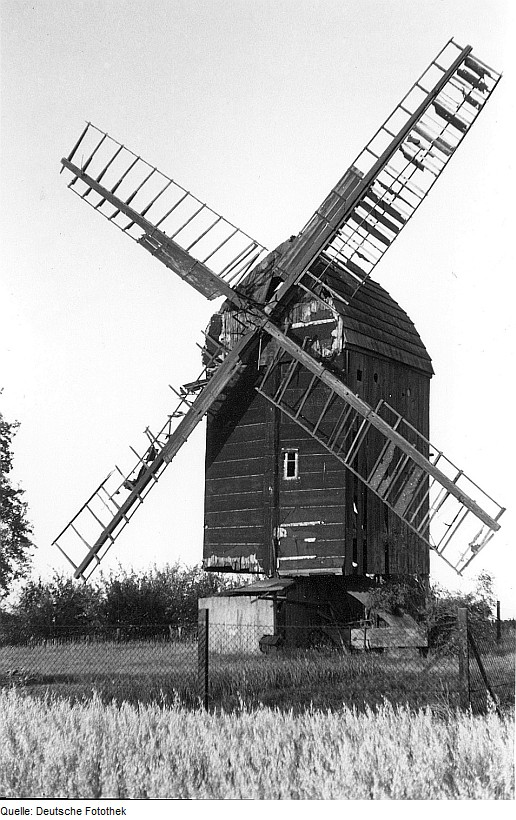
Aufnahme von Günter Rapp aus dem Jahr 1973

Die Mühle Dieckmann ist eine denkmalgeschützte Bockwindmühle im zur Gemeinde Am Großen Bruch gehörenden Dorf Wulferstedt in Sachsen-Anhalt.

## Lage
Die Windmühle steht umgeben von Feldern etwas südöstlich der Ortslage von Wulferstedt. Eine weitere historische Windmühle, die Bockwindmühle Lauenroth, befindet sich südwestlich des Orts.

## Architektur und Geschichte
Die hölzerne Bockwindmühle wurde im Jahr 1820 errichtet. Nach einer Aufgabe des Betriebs im 20. Jahrhundert verfiel die Mühle, bis Ende der 1990er Jahre Restaurierungsarbeiten begannen. Die Bockschwellen, der Stert und die Dachrähme wurden erneuert. 2005 auch das Flügelkreuz. Die ursprünglichen technischen Einrichtungen wie  Mahlgang, Schrotgang, Sechskantsichter, Reinigung und Aufzug wurden zum Teil entfernt. Weiterhin vorhanden sind neben einem Gang auch Transmissionen, Elevatoren und der Sackaufzug im Dachgeschoss. Nach den Restaurierungsarbeiten schloss sich eine private Nutzung als Freizeitobjekt an.
Im örtlichen Denkmalverzeichnis ist die Mühle unter der Erfassungsnummer 09456005 als Baudenkmal verzeichnet.